# Gergely Zoltán (szobrász)
Gergely Zoltán (Csíkkozmás, 1973. december 13. –) romániai magyar szobrász.

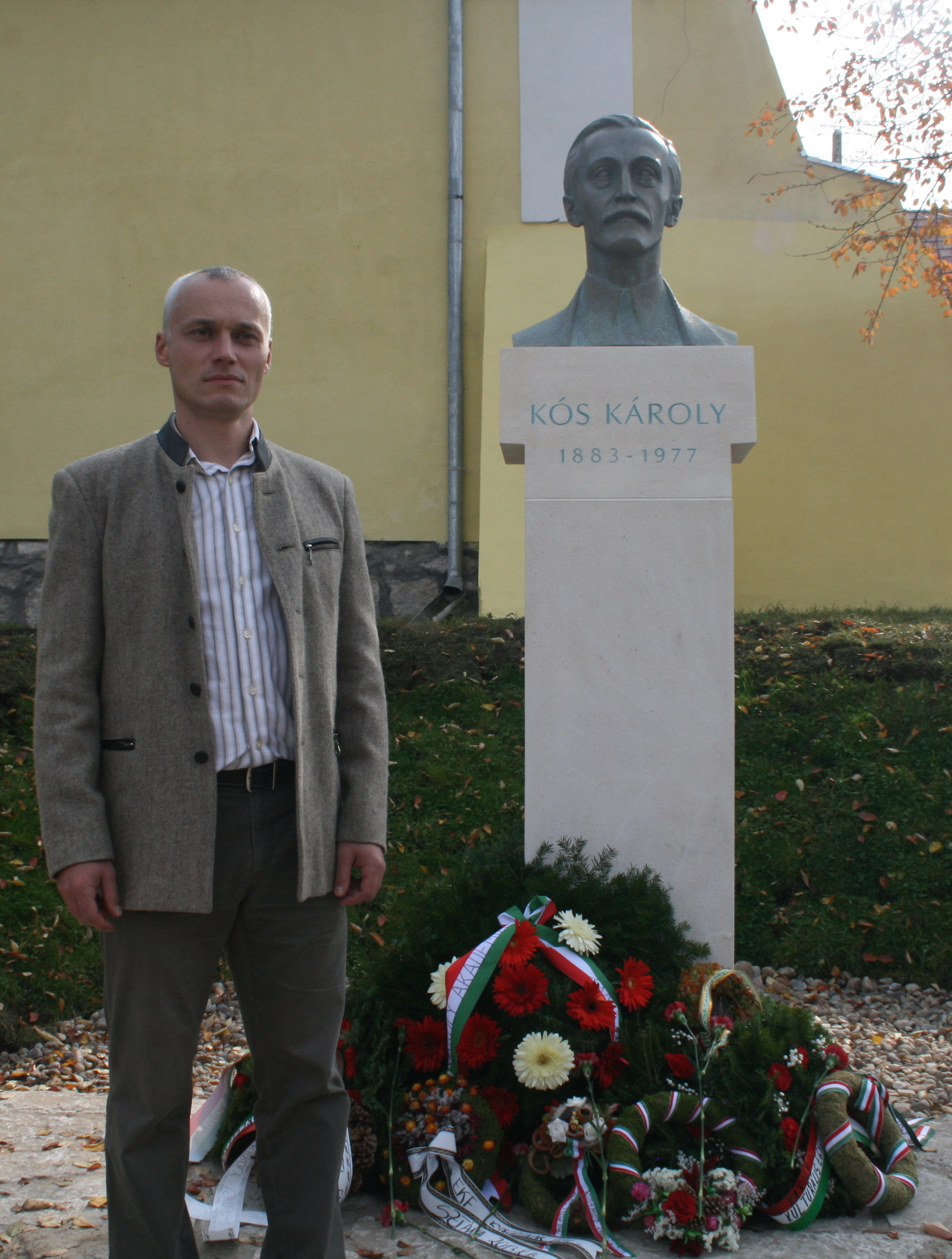
Kós Károly szobra - Sztána

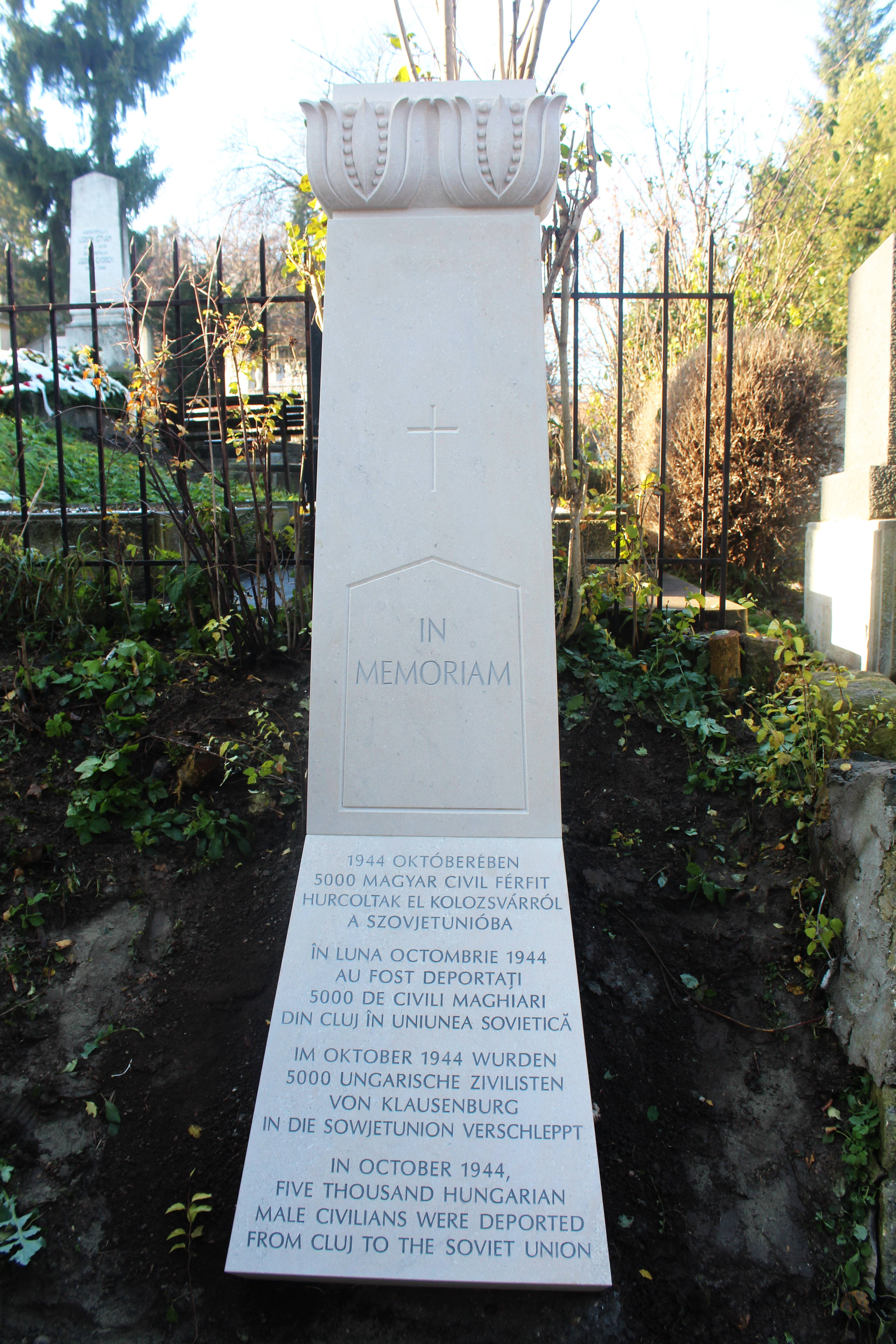
Az 1944 októberében Kolozsvárról szovjet munkatáborokba elhurcolt 5000 magyar férfi emlékműve

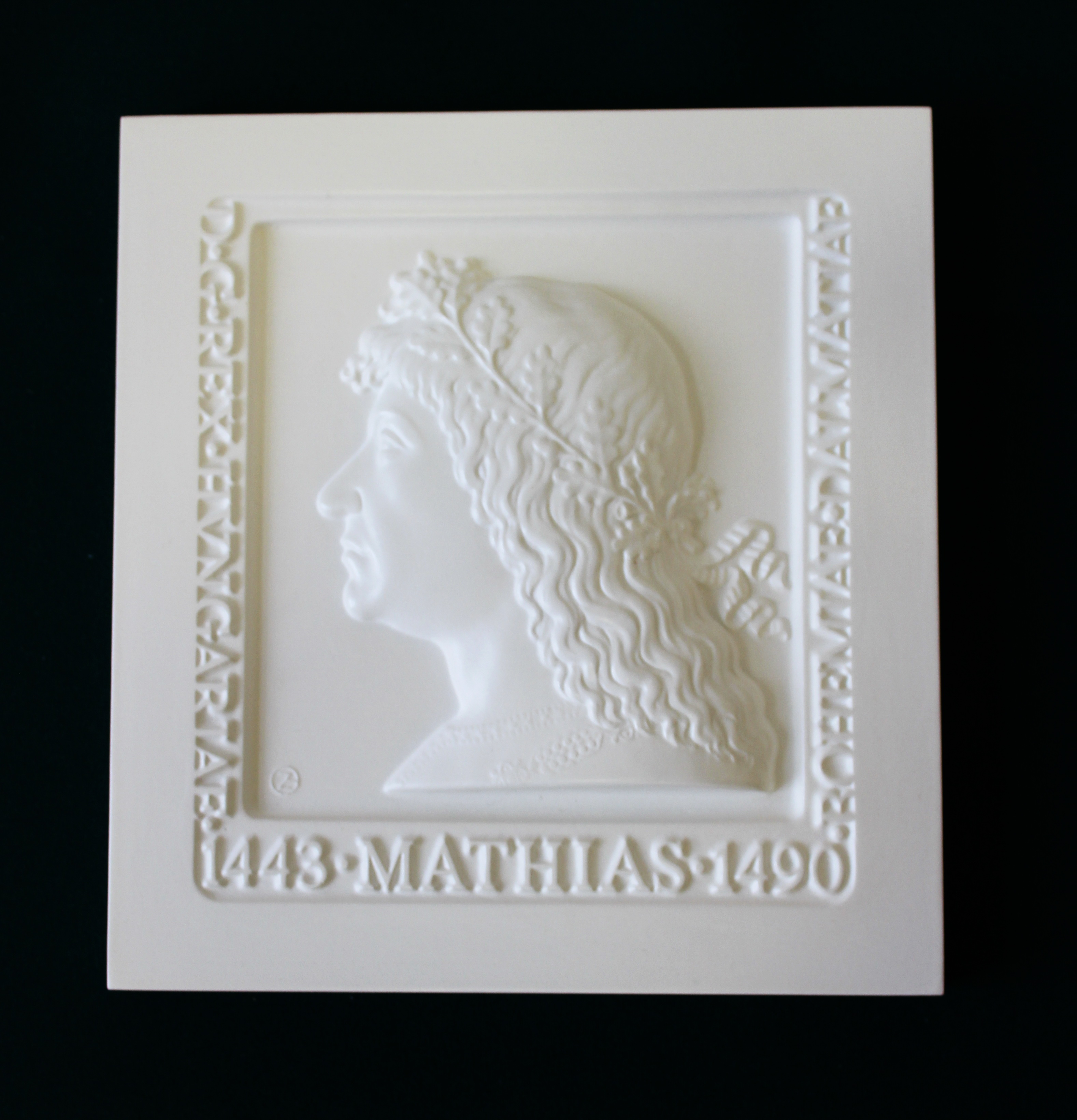
Rex Mathias

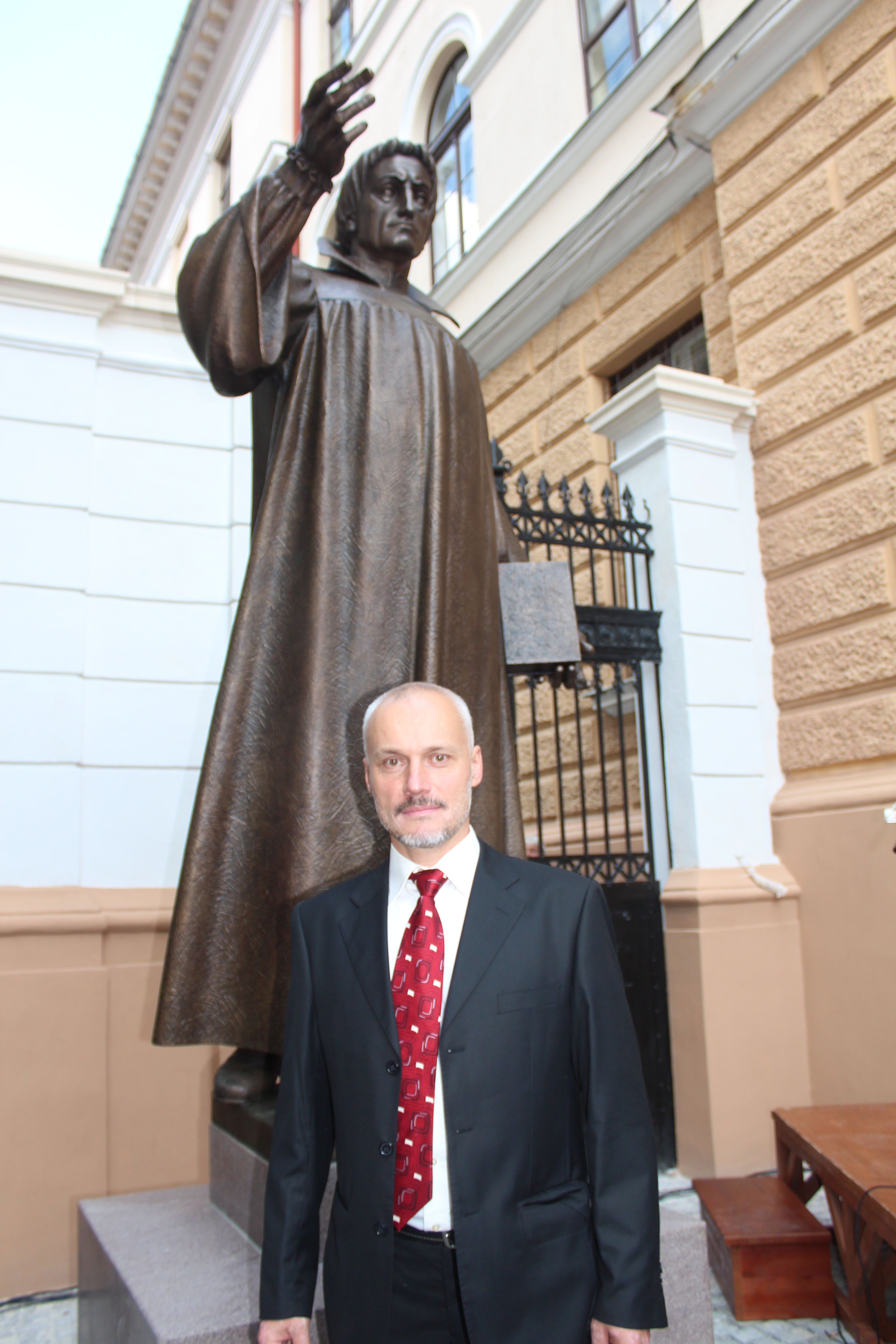
Dávid Ferenc

## Életpályája
Gergely István szobrász unokaöccse.
A kolozsvári Ion Andreescu Képzőművészeti Főiskola szobrászati szakán szerzett diplomát 1998-ban. Tanárai Eugen Gocan és Károly Sándor (Hosszú) voltak.

## Kiállítások

### Egyéni
1996 – Kolozsvár

### Csoportos
- 1991 – Marosvásárhely
- 1995/96 – Academia 70, Kolozsvár
- 1996 – XII. Dantesca Biennálé, Ravenna, Nantes
- 1997 – Bukarest, Marosvásárhely
- 1998 – XIII. Dantesca Biennálé, Ravenna, Kolozsvár
- 1999 – Kolozsvár, Róma, Velence
- 2001 – Bukarest
- 2005 – Kolozsvár
- 2006 – Csíkszereda, Kolozsvár
- 2007 – Sepsiszentgyörgy, Gyergyószentmiklós, Marosvásárhely, Kolozsvár, Budapest, Nagyszeben
- 2008 – Kolozsvár
- 2009 – Csíkszereda, Nagyszeben, Szigetvár, Sepsiszentgyörgy, Kolozsvár
- 2010 – Nagybánya, Dés, Pozsony, Csíkszereda, Gyergyószentmiklós, Sepsiszentgyörgy, Kolozsvár
- 2011 – Csíkszereda, Marosvásárhely, Kovászna, Kiskunfélegyháza, Budapest, Kolozsvár
- 2012 – Jászvásár, Kézdivásárhely, Csíkszereda, Kolozsvár
- 2013 – Kolozsvár, Csíkszereda, Székelyudvarhely
- 2014 – Kolozsvár, Beszterce, Csíkszereda, Sopron, Székelyudvarhely
- 2015 – Kolozsvár, Csíkszereda, Székelyudvarhely, Marosvásárhely
- 2016 – Kolozsvár, Beszterce, Sepsiszentgyörgy, Gyulafehérvár, Csíkszereda
- 2017 - Szépművészeti Múzeum Kolozsvár

## Köztéri munkák
- 1998 – „Jégvirág”, Beratzhausen, Németország
- 2004 – 6 db klasszicizáló épületszobor, Budapest
- 2008 – Árpád-házi Szent Erzsébet egész alakos szobra, Szatmárnémeti
- 2009 – Bakócz Tamás mellszobra, Erdőd
- 2010 – „A három szék”, Sepsiszentgyörgy
- 2013 – Márton Áron püspök egész alakos szobra, római katolikus érseki palota, Gyulafehérvár
- 2013 – Kós Károly mellszobra, Sztána
- 2014 – br. Kemény Zsigmond mellszobra, Pusztakamarás
- 2016 – Márton Áron püspök szarkofágja, Szent Mihály-székesegyház, Gyulafehérvár
- 2016 – 5000 elhurcolt magyar civil férfi emlékműve, Házsongárdi temető, Kolozsvár

## Művésztelepek
- 1991 – Szank, Magyarország
- 1998 – Beratzhausen, Németország
- 1999, 2000, 2001 – Zalaegerszeg
- 2007 – Nyíregyháza
- 2010 – Sepsiszentgyörgy
- 2014 – Székelyudvarhely
- 2016 – Gyergyószárhegy

## Társasági tagság
- A Barabás Miklós Céh tagja.
- A Romániai Képzőművészek Szövetsége tagja.

## Díjak, kitüntetések
- 1996: a XII. Dantesca Biennálé aranyérme, Ravenna
- 1998: a XIII. Dantesca Biennálé ezüstplakettje, Ravenna
- 2017: Az Erdélyi Magyar Közművelődési Egyesület díja